# 大塚海浜緑地
大塚海浜緑地（おおつかかいひんりょくち）は、愛知県蒲郡市海陽町の人工海浜緑地である。ラグーナテンボスに隣接する。愛知県が整備し、指定管理者制度によりスマートウエルネスビーチ蒲郡共同事業体が管理・運営を行う。現在はラグーナビーチとして、TREASURE05X等の音楽フェスの会場として使用される。
かつては、大塚海水浴場として海水浴客や潮干狩り客で多数の観光客が訪れたが、周辺環境の変化等により海浜が少しずつ減少した。そこで、昔のような美しい砂浜を復活させ海辺での憩いの場を提供するため、愛知県が制定する三河湾港湾計画により整備された。

## 概要
- 所在地：〒443-0014 愛知県蒲郡市海陽町2丁目39番
- 種類：レクリエーション緑地
- 面積：約121,400平方メートル（海浜24,400平方メートル含む）
- 主な施設：多目的広場、芝生広場、駐車場、人工海浜
- 有料施設：駐車場・320台分確保（普通車：700円、大型自動車：1,800円）
- 主な施設管理：駐車場管理、清掃、緑地管理など

## 沿革
- 2008年（平成20年）7月15日 - 開業。

## 主な施設
- 多目的広場
- 花木園
- 疎林広場
- ロックガーデン
- プレイロット（幼児向け広場）
- 芝生広場
- 駐車場
- 便所（男女、多目的用）
- 休憩所

## 交通アクセス
- 東名高速道路 音羽蒲郡I.C.より音羽蒲郡道路（三河湾オレンジロード）・国道247号の中央バイパスを経由（約12km、約20分）。
- 東名高速道路 豊川I.C.より国道151号を経由（約17km、約35分）。
- JR東海道本線 三河大塚駅下車。
  - 徒歩で約15分、または名鉄バス東部（名鉄バス）ラグーナ線（直行便は約9分）に乗車、「ラグーナ蒲郡」バス停下車、徒歩で約3分。
- JR東海道本線・名鉄蒲郡線 蒲郡駅下車。
  - 蒲郡駅前バス停（南口）から名鉄バス東部（名鉄バス）ラグーナ線（直行便は約15分）または豊橋線に乗車、「ラグーナ蒲郡」バス停下車、徒歩で約3分。